# Rogério Faria Tavares
Rogério Faria Tavares (Belo Horizonte, 24 de abril de 1971) é um jornalista, advogado e escritor brasileiro. É membro da Academia Mineira de Letras. 

## Biografia
Rogério Faria Tavares nasceu em Belo Horizonte, Minas Gerais, em 24 de abril de 1971. É filho de Expedito de Faria Tavares, que era advogado, e Diana de Vasconcelos Faria Tavares, professora de português, latim e grego. É casado com Sabrina Tunes Fonseca, junto a sua esposa teve dois filhos: Carlos Tunes de Faria Tavares e Gabriela Fonseca de Faria Tavares.
Formou-se, em 1993, em Direito pela Universidade Federal de Minas Gerais. Em 2004 concluiu mestrado em Direito Internacional pela mesmo instituição. Possui ainda o diploma de Estudos Avançados em Direito Internacional e Relações Internacionais, pela Universidade Autônoma de Madri (2009). Também tem um curso em Direito Internacional Público, pela Academia de Direito Internacional de Haia. Ademais, formou-se em 1996, no curso de Comunicação Social, com habilitação em Jornalismo, pela Pontifícia Universidade Católica de Minas Gerais em 1995. 
Chegou a trabalhar como repórter, produtor e apresentador no Canal 23 de Belo Horizonte, na PUC TV, na Rede TV e na Rede Minas. Unindo as duas carreiras, ele idealizou, produziu e apresentou programas para o canal da OAB Minas Gerais (instituição que é filiado), e da Associação dos Magistrados Mineiros. Ainda no tema televisico, foi o fundador da Organização TVer, dedicada a zelar pela qualidade da programação da televisão brasileira. 
Foi professor de Direito Constitucional e Direitos Humanos no Centro Universitário UNA, e de Legislação da Comunicação Social, do programa da pós-graduação do Centro Universitário de Belo Horizonte (UNI-BH). É diretor departamental do Instituto dos Advogados de Minas; do Instituto dos Advogados Brasileiros; e da International Law Association. É um dos responsáveis da preparação do Exame da OAB.

## Publicações
É autor de numerosos artigos, ensaios e capítulos de livros. Sua principal obra é o romance policial A noite dos mascarados (1983).

## Academias
É membro da Academia Mineira de Letras, ocupando a cadeira de número oito, cujo patrono é Batista Martins. Também possui assento na Academia Municipalista de Letras de Minas Gerais e no Pen Clube do Brasil. Ademais, é sócio correspondente da Academia Carioca de Letras, da Academia Marianense de Letras, do Instituto Geográfico e Histórico da Bahia e do Instituto Histórico e Greográfico do Brasil. 
Foi presidente da Academia Mineira de Letras (2019 - 2023), sendo, atualmente, presidente emérito.

## Homenagens
Recebeu a Medalha João Pinheiro (2013), pelo Instituto Histórico e Geográfico de Minas Gerais; a Comenda da Liberdade e da Cidadania (2013), pelas prefeituras municipais de Ritápolis, São João del Rei e Tiradentes; a Medalha de Santos Dumont (2013), pelo Estado de Minas Gerais; a Medalha de Honra da Inconfidência (2014), pelo Estado de Minas Gerais; e a Medalha Israel Pinheiro (2015), pelo Instituto Histórico e Geográfico de Minas Gerais.
Em novembro de 2023, foi condecorado com a Ordem de Rio Branco, grau Comendador.